# ديفيد بال (مغني)
ديفيد بال (بالإنجليزية: David Ball)‏ هو مغني ومغن مؤلف أمريكي، ولد في 9 يوليو 1953 في روك هيل في الولايات المتحدة.

## وصلات خارجية
- الموقع الرسمي
- ديفيد بال على موقع ميوزك برينز (الإنجليزية)
- ديفيد بال على موقع ديسكوغز (الإنجليزية)